# Sněžné na Moravě

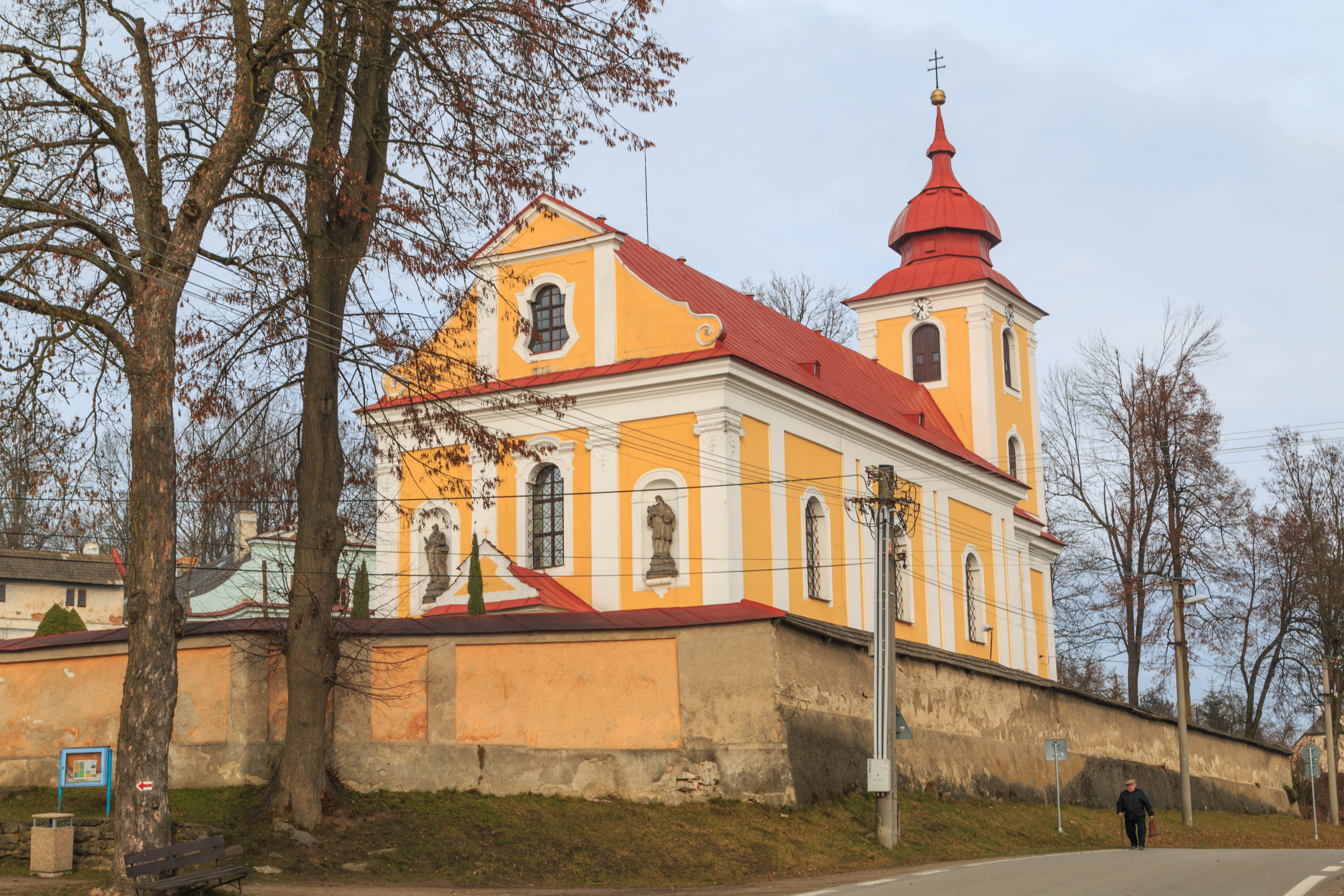
Heiligen-Kreuz-Kirche

Sněžné, bis 1948 Německé (deutsch Niemetzke) ist eine Minderstadt in Tschechien. Sie liegt zehn Kilometer nordöstlich von Nové Město na Moravě und gehört zum Okres Žďár nad Sázavou.

## Geographie
Sněžné befindet sich im Südosten der Saarer Berge linksseitig über dem Tal der Fryšávka in der Quellmulde eines kleinen Zuflusses. Nördlich erheben sich der Vysoký kopec (806 m) und Buchtův kopec (Löwenberg, 813 m), im Südwesten der Klobouk (Klobauk, 685 m) und westlich der Jelínkův les (707 m) und der Na Vrších (726 m).
Nachbarorte sind Podlesí und Zálesí im Norden, das Sanatorium Buchtův kopec und Daňkovice im Nordosten, Javorek, Jimramovské Paseky und Líšná im Osten, Ve Smrčinách im Südosten, Vříšť, Bořina und Kuklík im Süden, Kadov im Südwesten, Krátká und Blatiny im Westen sowie Milovy im Nordwesten.

## Geschichte
Der Ort wurde wahrscheinlich zu Beginn des 14. Jahrhunderts im Zuge der Kolonisation der Urwälder im Quellgebiet der Svratka und ihrer Zuflüsse an der mährischen Landesgrenze zu Böhmen durch die Lehnsleute der Herren von Pernstein, Kadold von Haslau bzw. Dietrich von Wolfgersdorf gegründet. Die ersten Siedler kamen aus der Gegend von Budwicz und waren wahrscheinlich Deutsche. Erstmals urkundlich erwähnt wurde Nemecz im Jahre 1335 als Jimram von Auspergs Tochter Jeruše zusammen mit der Witwe Kadold von Haslaus und Dietrich von Wolfgersdorfs Ehefrau die Einnahmen aus dem Dorf testamentarisch dem Kloster Doubravník überschrieben. Der Ortsname kann mit Německé im Sinne von Deutsch/Deutsche übersetzt werden und bezieht sich somit auf die ersten Siedler im Ort. D. h. ein von Deutschen bewohntes Dorf 1392 erwarb Wilhelm von Pernstein Nemecz und nachfolgend gehörte der Ort zur Herrschaft Bystřice. Infolge der Hussitenkriege wurde Nemetzky von Tschechen besiedelt. Im Jahre 1500 kam der Ort nach der Teilung der Pernsteiner Herrschaft zum Neustadtl-Ingrowitzer Anteil. Der erste Richter in Nemetzky ist 1524 nachweisbar. 1540 wurde die Glashütte Vříšť erstmals erwähnt und zugleich ein Glasmeister in Nemetzky genannt.
1587 bestanden eine Kirche und eine Pfarre in dem Ort, der Pfarrer war ein Utraquist. Dem Richter unterstanden auch Kuklík, Křižánky sowie die Millauer Wiesen. Nach dem Tode von Vratislav von Pernstein verkauften seine Söhne Johann und Maximilian die verschuldete Herrschaft Neustadtl 1587 an Wilhelm Dubský von Třebomyslice. Er ließ zu Beginn des 17. Jahrhunderts den Millauer Teich anlegen. Dubský verlor nach der Schlacht am Weißen Berg 1624 seine Güter. Die Pfarre in Nemetzky erlosch während des Dreißigjährigen Krieges. 1625 weihte der Olmützer Bischof Franz Xaver von Dietrichstein den Altar der Katharinenkirche. Ab 1638 kam die Herrschaft an Simon Kratzer von Schönsberg. 1672 bestand die Pfarre in Nemetzky wieder, war aber unbesetzt. Eingepfarrt waren auch Tři Studně, Fryšava, Křižánky, Líšná, Vříšť, Kuklík, Odranec und Kadov. Das erste Ortssiegel stammt von 1729. Im Jahre 1731 entstand auf den Millauer Wiesen an der böhmischen Grenze die Siedlung Mährisch Millau / Moravské Milovy. 1736 entstand in Nemetzky eine Expositur der Pfarre Neustadtl. Der Pfarrvikarsbezirk hatte sich mit der Gründung der Siedlungen Neustift, Kratka und Samotin erweitert. Die erste Schule ist 1749 nachweisbar. Die Eisenmetallurgie und der Bergbau in der Gegend erreichten ihre Blüte im 18. Jahrhundert. Nach dem Josephinischen Toleranzpatent traten ab 1782 zahlreiche Familien zur evangelischen Konfession über. 1784 eröffnete im alten katholischen Pfarrhaus eine neue Schule, zu deren Einzugsbereich auch Líšná, Vříšť, Kuklík, Odranec, Kadov, Krátká, Samotín, Blatiny und Moravské Milovy gehörten. Die evangelische Gemeinde weihte 1788 ihre Bethalle. Zu Beginn des 19. Jahrhunderts besaß das Städtchen Německý das Recht zur Abhaltung von zwei Jahrmärkten. Ab 1807 wurde am Weg nach Krátká die Eisengrube Kříž betrieben. 1825 entstand die Handelsstraße von Nové Město na Moravě nach Svratka. Im Jahre 1845 wurde die katholische Pfarre wieder eingerichtet.
Nach der Aufhebung der Patrimonialherrschaften bildete Německý / Nemetzky ab 1850 eine Marktgemeinde im politischen Bezirk Neustadtl. Im Jahre 1851 eröffnete die evangelische Schule.
Německý wurde 1852 schließlich amtlich zur Minderstadt erhoben und erhielt das Recht auf zwei weitere Jahrmärkte. Im Jahr darauf wurde der alte Friedhof an der Kirche aufgehoben und der heutige geweiht. Die evangelische Bethalle wurde 1861 zur Kirche umgebaut. 1869 hatte Německý 1931 Einwohner. 1872 entstand das Rathaus. Mit der Stilllegung der Eisenhütte in Kadov endete in der zweiten Hälfte des 19. Jahrhunderts auch der Bergbau in der Umgebung. 1880 lebten in dem Städtchen 1868 Menschen. Im Jahre 1900 wurde der Bach in Německé reguliert und kanalisiert. Zu dieser Zeit hatte Ort der 1762 Bewohner.
Zu Beginn des Jahres 1949 wurde Německé in Sněžné umbenannt und dem Okres Žďár nad Sázavou zugeordnet. 1960 erfolgte die Eingemeindung von Vříšť, 1962 kamen noch Blatiny und Podlesí hinzu. 1992 schlossen sich Krátká und Samotín an Sněžné an. Seit 1998 führt Sněžné ein Wappen und Banner. Der Kernort Sněžné hatte im Jahre 2001 605 Einwohner, in der Gemeinde waren es insgesamt 797. Am 12. April 2007 erhielt der Ort den Status eines Městys (Minderstadt) zurück.
Im 20. Jahrhundert entwickelte sich Sněžné zu einem Erholungsort. Der Buchtův kopec ist ein Wintersportgebiet.

## Gemeindegliederung
Der Městys Sněžné besteht aus den Ortsteilen Blatiny (Neustift), Krátká (Kratka), Milovy (Millau), Podlesí (Walldorf), Samotín (Samotin), Sněžné (Niemetzke) und Vříšť (Wriescht) sowie der Ansiedlung Zálesí (Walldorf).
Das Gemeindegebiet gliedert sich in die Katastralbezirke Blatiny, Krátká, Podlesí u Sněžného, Samotín, Sněžné na Moravě und Vříšť.

## Sehenswürdigkeiten
- katholische Kirche zum hl. Kreuz, der Barockbau entstand 1753–1755 an Stelle der alten Katharinenkirche
- evangelische Kirche, erbaut 1858–1861 aus der Bethalle
- Denkmal für T.G.Masaryk, geschaffen 1925 von Julius Pelikán
- Buchtův kopec mit Baude